# Racecourse Ground
Der Racecourse Ground (walisisch Y Cae Râs, offizieller Sponsorenname: STōK Cae Ras oder STōK Racecourse) ist ein Rugby- und Fußballstadion in der walisischen Stadt Wrexham, Vereinigtes Königreich. Im Stadion, das vor allem vom Fußballverein AFC Wrexham als Austragungsort für die Heimspiele genutzt wird, fanden auch Partien der Rugby Union statt. Der Rugbyclub der Scarlets und die Reservemannschaft des FC Liverpool trugen teilweise Heimspiele im Racecourse Ground aus. Das Stadion ist das größte in Nordwales und wird manchmal als Austragungsort für Länderspiele der walisischen Fußball- und Rugbyauswahlen genutzt.
Es ist das älteste internationale Fußballstadion der Welt, in dem noch immer Länderspiele ausgetragen werden. 1877 fand hier das erste Heim-Länderspiel von Wales statt, und es wurden mehr Länderspiele von Wales ausgetragen als in jedem anderen Stadion. Der Zuschauerrekord wurde 1957 aufgestellt, als AFC Wrexham ein FA-Cup-Spiel gegen Manchester United vor 34.445 Zuschauern austrug.

## Geschichte
Die Sportanlage wird seit 1872 vom AFC Wrexham als Spielstätte genutzt, abgesehen von einem vierjährigen Ausflug auf den Recreation Ground in Rhosddu, als der damaligen Besitzer, der Wrexham Cricket Club, die Platzmiete erhöht hatte. Der Platz war ursprünglich seit 1807 für Cricketspiele und Pferderennen genutzt worden. Damit ist der Racecourse Ground, nach der Sandygate Road des FC Hallam aus Sheffield, das zweitälteste Stadion, in dem heute noch Fußball gespielt wird. Am 2. April 1906 war das Stadion erstmals Schauplatz eines Fußballländerspiels, als sich Wales und Irland gegenüberstanden. Ungefähr 6000 Zuschauer sahen ein 4:4-Unentschieden. Ein Foto, das während des Spiels aufgenommen wurde, gilt als das älteste Foto, das ein offizielles Fußballspiel dokumentiert.
Die größte Zuschauerzahl beheimatete der Racecourse Ground am 26. Januar 1957. In der 4. Runde des FA Cup 1956/57 traf der AFC vor 34.445 auf den späteren Finalisten Manchester United (0:5). Zwei Jahre später wurde die erste Flutlichtanlage im Stadion eingeweiht. 1978 wurde nach dem Aufstieg in die Second Division die Anlage um den Marstons Stand, der heute Wrexrent Stand heißt, erweitert. 1999 wurde der bisher letzte Ausbau getätigt, als man The Pryce Griffiths Stand (heute: The Macron Stand), der 3500 Sitzplätze bietet, mit seinen Konferenzräumen einweihte, während Sainsbury’s Stand (heute: bkoncepts Stand) und Eric Roberts Builders Stand zu reinen Sitzplatzrängen umgebaut wurden. Im Rahmen der Rugby-Union-Weltmeisterschaft 1999 fand am 3. Oktober die Partie Samoa gegen Japan (43:9) im Racecourse Ground statt.
Anfang August 2011 kaufte die Glyndŵr University das Stadion und das 1997 eröffnete Trainingsgelände Colliers Park (walisisch Parc y Glowyr) von der Eigentümerfirma Wrexham Village Ltd. Im Rahmen dessen erhielt die Sportstätte den Namen Glyndŵr University Racecourse Stadium. Der Vertrag beinhaltete auch die Weiternutzung des Geländes durch den AFC Wrexham und die North Wales Crusaders. 2016 unterzeichnete der AFC Wrexham und die Glyndŵr University einen Nutzungsvertrag des Stadions über 99 Jahre. Im September 2019 wurde das, in Zusammenarbeit mit der Football Association of Wales (FAW), modernisierte Trainingsgelände wiedereröffnet. Bei der Einweihung war u. a. Jonathan Ford, der CEO des FAW anwesend.
Seit dem 29. Juni 2022 ist der AFC Wrexham Eigentümer der Anlage. Seit August 2023 trägt das Stadion den Sponsorennamen STōK Racecourse, nach einem US-amerikanischen Hersteller von Cold Brew Coffee.
Am 5. Februar 2025 veröffentlichte der AFC Wrexham gerenderte Bilder eines neuen The Kop. Im November 2022 erhielt der Club die Genehmigung für die Errichtung und im Januar 2023 folgte der Abriss der seit 2007 ungenutzten Tribüne. Zur Saison 2024/25 sollte die neue Tribüne einsatzbereit sein, da sich das Vorhaben verzögerte, wurde Mitte der Saison 2023/24 an dem Platz ein provisorischer Rang aufgestellt. Der jetzige Entwurf stammt von Populous und bietet sichere Stehplätze (Safe Standing), barrierefreie Sitzplätze und Bereiche zur Besucherbewirtung. Die überarbeitete Dachkonstruktion soll den Schall der Heimfans in Richtung Spielfeld verstärken. Die Kapazität soll auf 5500 Plätzen steigen, dies benötige allerdings einen separaten Bauantrag. In die neue Tribüne werden die Räume für Spieler und Offizielle integriert, sodass man die Spieler beim Weg durch den Tunnel auf das Feld beobachten kann. Die Fassade der Rückseite des Rangs ist mit zwei Löwen aus dem Vereinswappen verziert und mit Ziegeln verkleidet, dies geht auf den Spitznamen der Stadt, „Terracottapolis“, zurück. In Wrexham wurden vom 19. Jahrhundert bis in die frühen 2000er Jahre Ziegel, Fliesen und anderen Terrakottaprodukte hergestellt und in die ganze Welt verkauft. An der Rückseite der Tribüne wird ein öffentlicher Platz entstehen, der an Spieltagen als Fanbereich und als Gemeinschaftsraum dienen wird. Dort soll auch eine Seilscheibe der Gresford Colliery aufgestellt werden. Bei einem Grubenunglück am 22. September 1934 kamen 261 Bergleute ums Leben und nur sechs überlebten. Viele der Opfer meldeten sich zur Nachtschicht, um am nächsten Tag das Spiel des AFC Wrexham gegen die Tranmere Rovers sehen zu können. Das Stadion mit der Tribüne wird die UEFA-Stadionkategorie 4 erfüllen und Spiele der U-19-Fußball-Europameisterschaft 2026 sowie weitere internationale Partien beherbergen können. Im Oktober 2024 beauftragte der AFC Wrexham Populous zur Erstellung eines Masterplans für das Stadion. Im Mittelpunkt steht die Errichtung des neuen Kop Stand. Im Sommer des Jahres kündigte der Club die Überarbeitung der bisherigen Pläne von AFL Architects für die Modernisierung an. Im Januar 2025 gab Wrexham an, dass die Überprüfung des Projekts weit genug fortgeschritten sei, um mit der nächsten Phase fortzufahren. Der Kop Stand soll im Sommer 2026 für die U-19-Europameisterschaft fertig sein.

## Tribünen
Das Stadion bietet 13.500 Zuschauern Platz. Die Plätze sind auf vier Tribünen verteilt.
- The Fourth Wall Temporary Kop Stand: Stehplatzrang, der, wie viele Tribünen britischer Stadien, nach der Schlacht von Spion Kop benannt war. Direkt hinter dem Tor befindlich, wurde er vor allem von den Anhängern des AFC Wrexham als Fanblock genutzt und galt daher als Ort mit der besten Atmosphäre im Stadion. Anfang 2023 wurde er abgerissen und durch einen provisorischen Rang ersetzt.
- The Wrexham Lager Stand: Die 1972 erbaute Tribüne beinhaltet die Kabinen, Vereinsbüros und Unterhaltungsangebote.
- The STōK Cold Brew Coffee Stand: Hieß ursprünglich Marstons Stand und ist für die Anhänger der Auswärtsmannschaft reserviert.
- The Macron Stand: Der jüngste Teil des Stadions beinhaltet ein Fernsehstudio, Konferenzräume und acht V.I.P.-Räume.

## Galerie

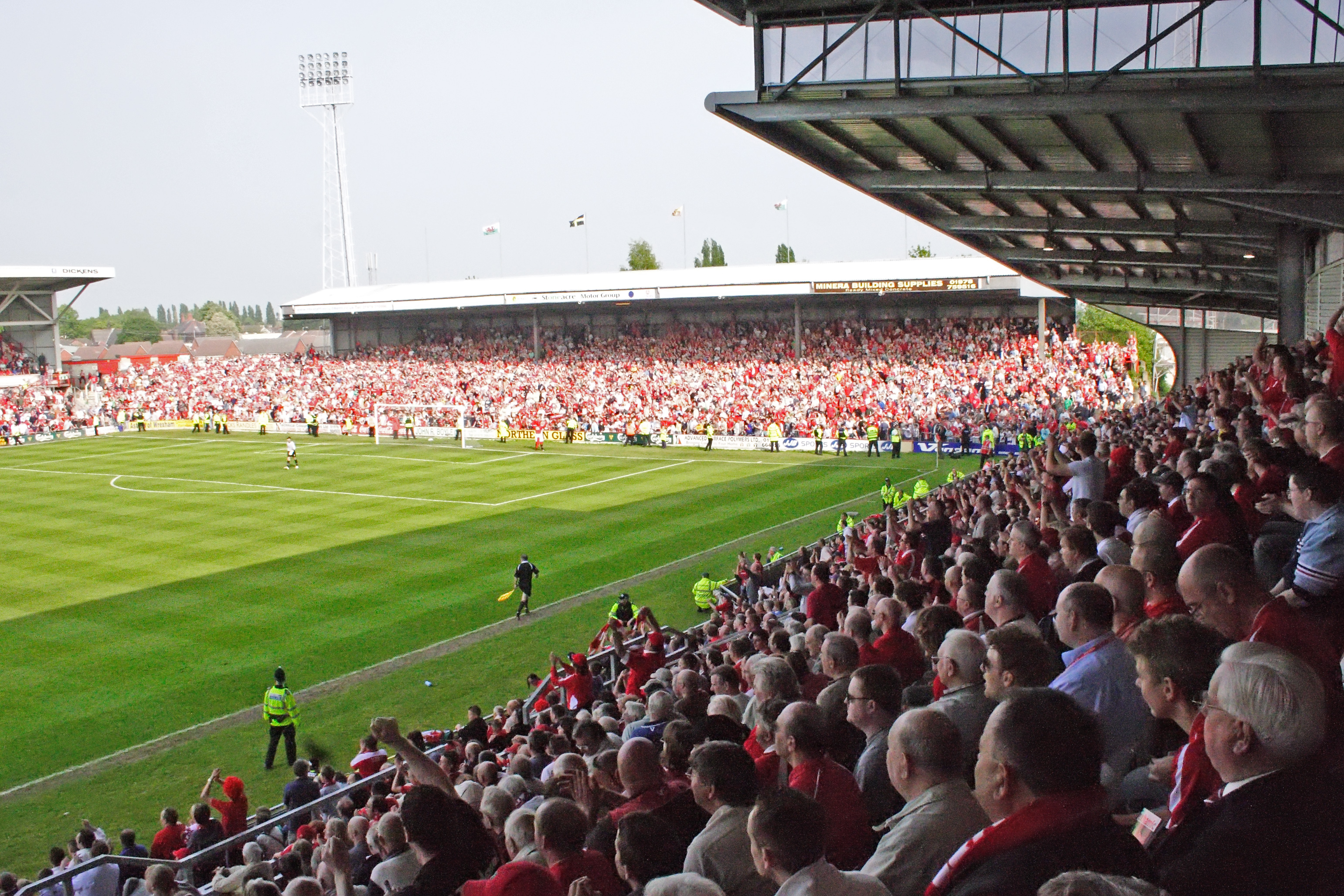
Rechts The Kop und links die Haupttribüne bei einem Spiel des AFC Wrexham (2007)
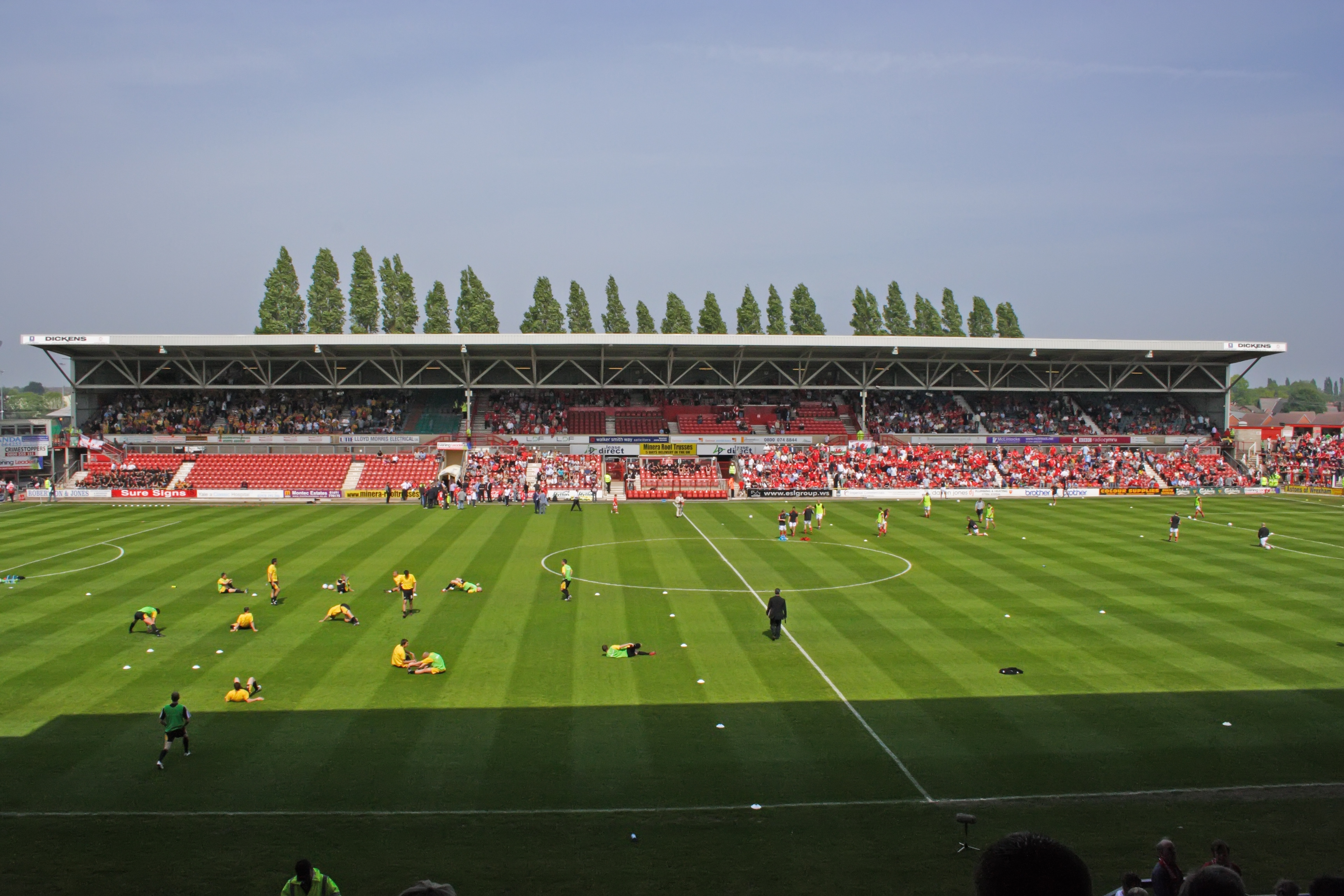
Der Wrexham Lager Stand (2007)
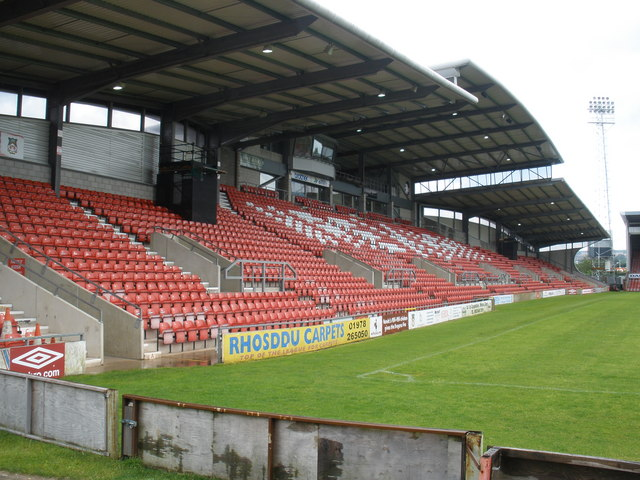
Die Haupttribüne des Racecourse Ground (2009)
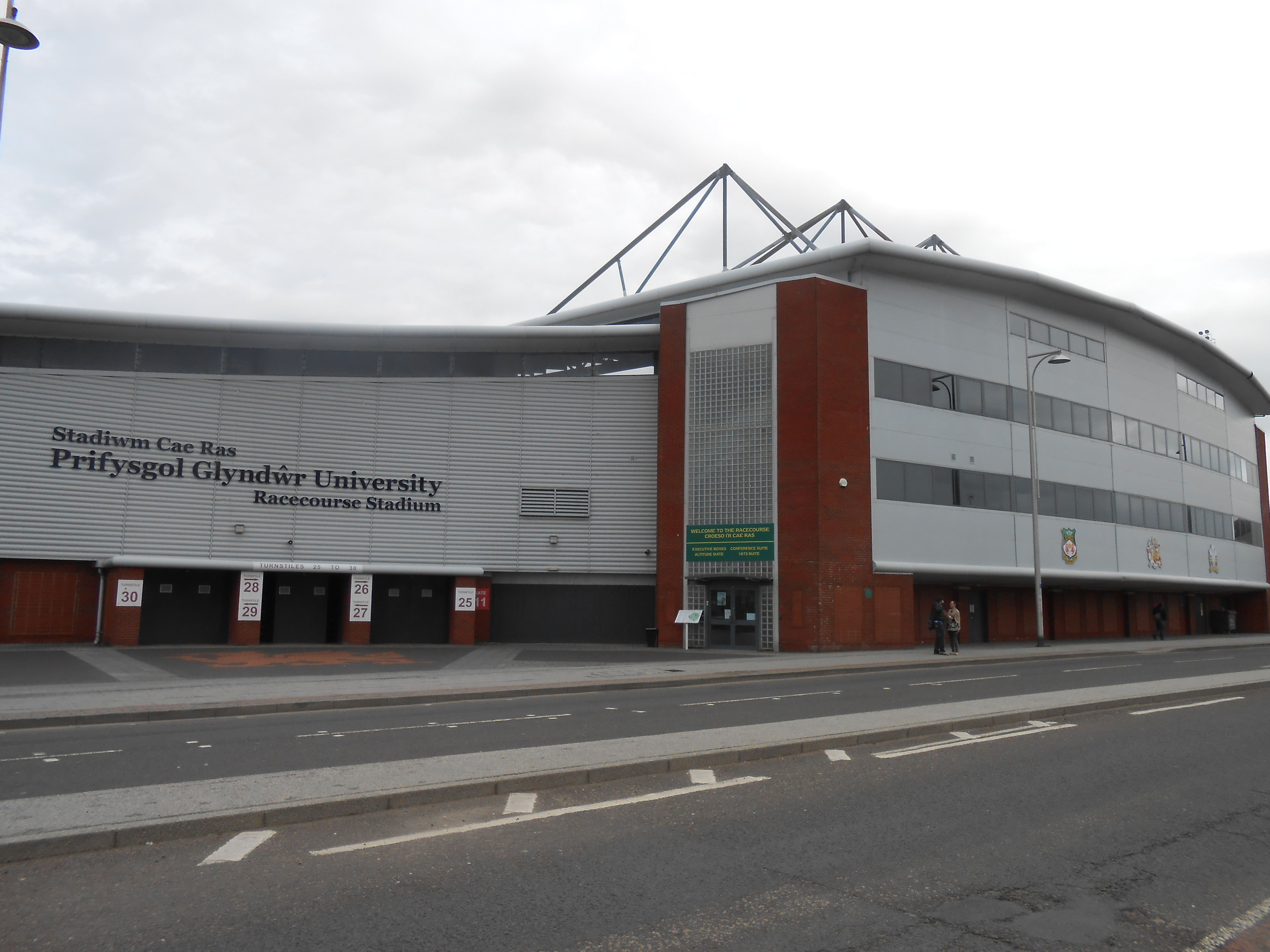
Die Haupttribüne von außen (2013)
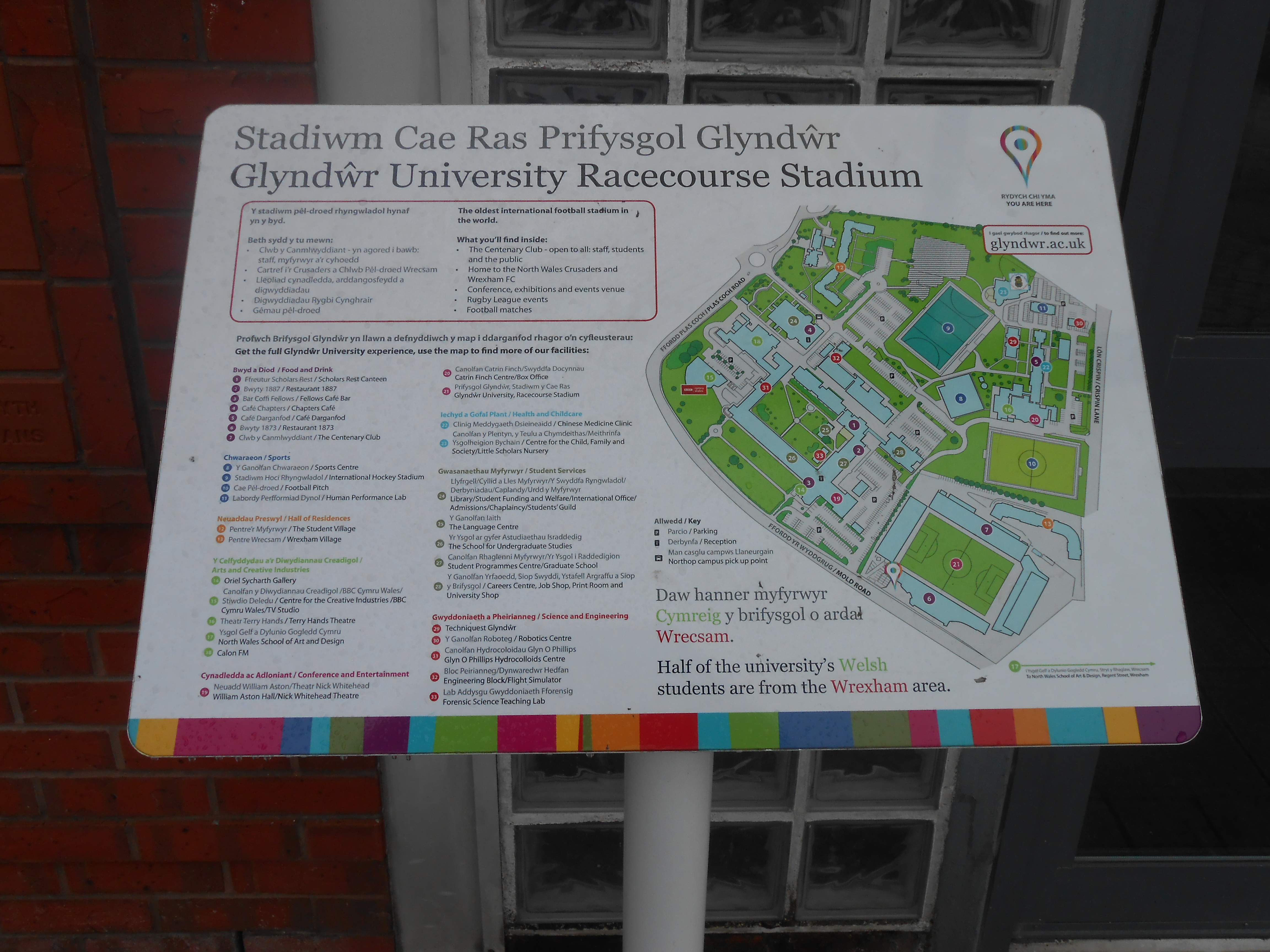
Lageplan (2013)